# PopMatters
PopMatters – międzynarodowy magazyn krytyki i analizy kulturalnej, zawierający recenzje, wywiady i eseje z takich dziedzin jak: muzyka, telewizja, filmy, książki, gry wideo, sport, teatr, sztuki wizualne, podróże i Internet.  Serwis był notowany w rankingu Alexa na miejscu 32242.

## Historia i profil
PopMatters jest międzynarodowym magazynem krytyki i analizy kulturalnej, funkcjonującym od początku swojego istnienia jako niezależne przedsięwzięcie. Jest jednym z największych na świecie serwisów łączących pisma akademickie i popularne. Publikuje recenzje, wywiady i dogłębne eseje na tematy kulturalne w takich dziedzinach jak: muzyka, telewizja, filmy, książki, gry wideo, sport, teatr, sztuki wizualne, podróże i Internet. 
Magazyn został założony w 1999 roku przez Sarah Zupko. Urodzona w Milwaukee, wychowywała się w Denver i Chicago, mieszkała też w Londynie. Studia licencjackie odbyła na Uniwersytecie w Chicago. Studiowała muzykę, film, sztukę i dramat, a później historię. W 1995 roku otrzymała tytuł Master of Arts na Uniwersytecie Teksańskim w Austin. Gra na gitarze i pisze piosenki. Jest dyrektorem ds. Internetu w Tribune Media Services, jednej z głównych krajowych i międzynarodowych organizacji medialnych, w Chicago, Illinois. Oprócz tego na wydaje PopMatters. Magazyn miał w 2002 roku 250 000 czytelników miesięcznie, rekrutujących się ze świata akademickiego, przemysłu rozrywkowego, spośród czołowych przedstawicieli popkultury i zwykłych konsumentów.